# 닉 클레그
니컬러스 윌리엄 피터 "닉" 클레그(영어: Nicholas William Peter "Nick" Clegg, 1967년 1월 7일 ~ )는 영국으로 정치인으로, 현재 자유민주당 소속이다. 그리고 현재 영국 정부의 부총리를 역임하고있다. 이스트미들랜드의 유럽의회의원으로 당선되어 1999년부터 2004년까지 활동하였다. 2005년 영국 총선의 결과로 셰필드 핼럼의 서민원 의원으로 선출되었으며 2006년 자유민주당 대변인 (Home Affairs spokesman)이 되었다.
버킹엄셔에 있는 칼디콧 스쿨(Caldicott School)과 런던에 있는 웨스트민스터 스쿨 (Westminster School)에서 수학했으며, 케임브리지 대학교의 로빈슨 칼리지에서 사회인류학을 전공하였다. 그 후, 미네소타 대학교와 벨기에 있는 유럽 칼리지(College of Europe)에서 공부하였다. 미리암 곤살레스 두란테스(Miriam González Durántez)와 결혼하여 3명의 아이를 두었다.
증조할아버지, 할머니가 러시아인이었고, 어머니가 네덜란드인이었으며, 에스파냐인 부인 때문에 클레그는 영어, 네덜란드어, 프랑스어, 독일어, 스페인어를 구사할 수 있다.

## 역대 선거 결과
| 선거명      | 직책명                           | 대수 | 정당       | 득표율 | 득표수   | 결과         | 당락                         |
| ----------- | -------------------------------- | ---- | ---------- | ------ | -------- | ------------ | ---------------------------- |
| 1999년 선거 | 유럽의원 (이스트미들랜드 선거구) | 5대  | 자유민주당 | 12.7%  | 92,398표 | 비례대표 1번 | 이스트미들랜드 유럽의원 당선 |
| 2005년 선거 | 하원의원 (셰필드할람 선거구)     | 54대 | 자유민주당 | 51.23% | 20,710표 | 1위          | 셰필드할람 하원의원 당선     |
| 2010년 선거 | 하원의원 (셰필드할람 선거구)     | 55대 | 자유민주당 | 53.44% | 27,324표 | 1위          | 셰필드할람 하원의원 당선     |
| 2015년 선거 | 하원의원 (셰필드할람 선거구)     | 56대 | 자유민주당 | 40.04% | 22,215표 | 1위          | 셰필드할람 하원의원 당선     |
| 2017년 선거 | 하원의원 (셰필드할람 선거구)     | 57대 | 자유민주당 | 34.65% | 19,756표 | 2위          | 낙선                         |